# Семисопочний (острів)
Острів Семисо́очний (рос. Семисопочный; алует: Unyax) належить до групи Щурячих островів, які знаходяться в західній частині Алеутських островів (Аляска, США). Острів ненаселений, але є важливим місцем гніздування морських птахів. Острів Семисопочний має вулканічне походження, містить декілька вулканів. Загальна площа острову складає 221,59 км².

## Геологія

### Вулкани острову Семисопочний
1. Цербер;
2. Треакартер;
3. Анвіль Пік;
4. Шугарлоаф;
5. Лакешор.

## Галерея

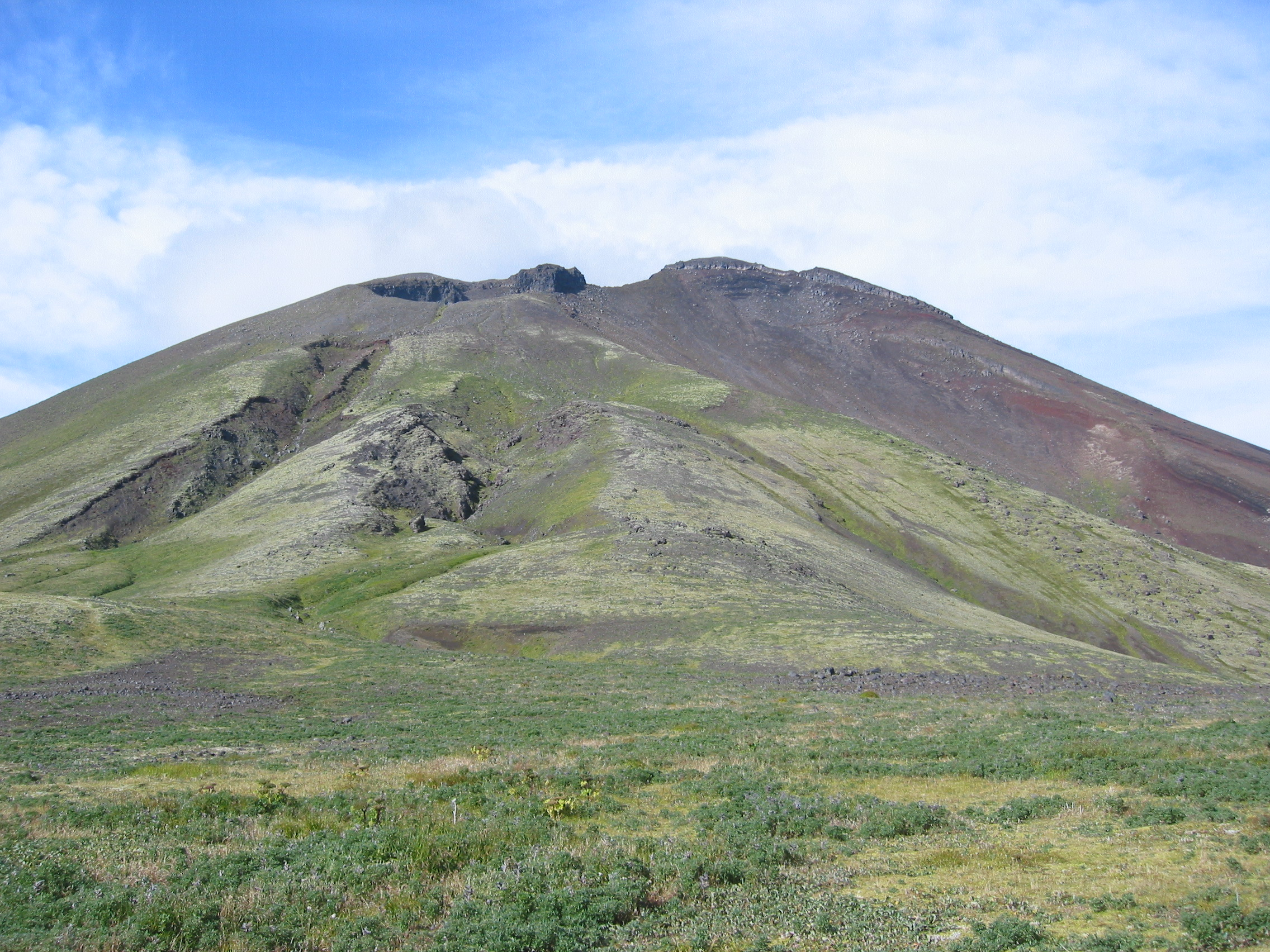
Східний конус вулкану Цербер у Семисопочній кальдері
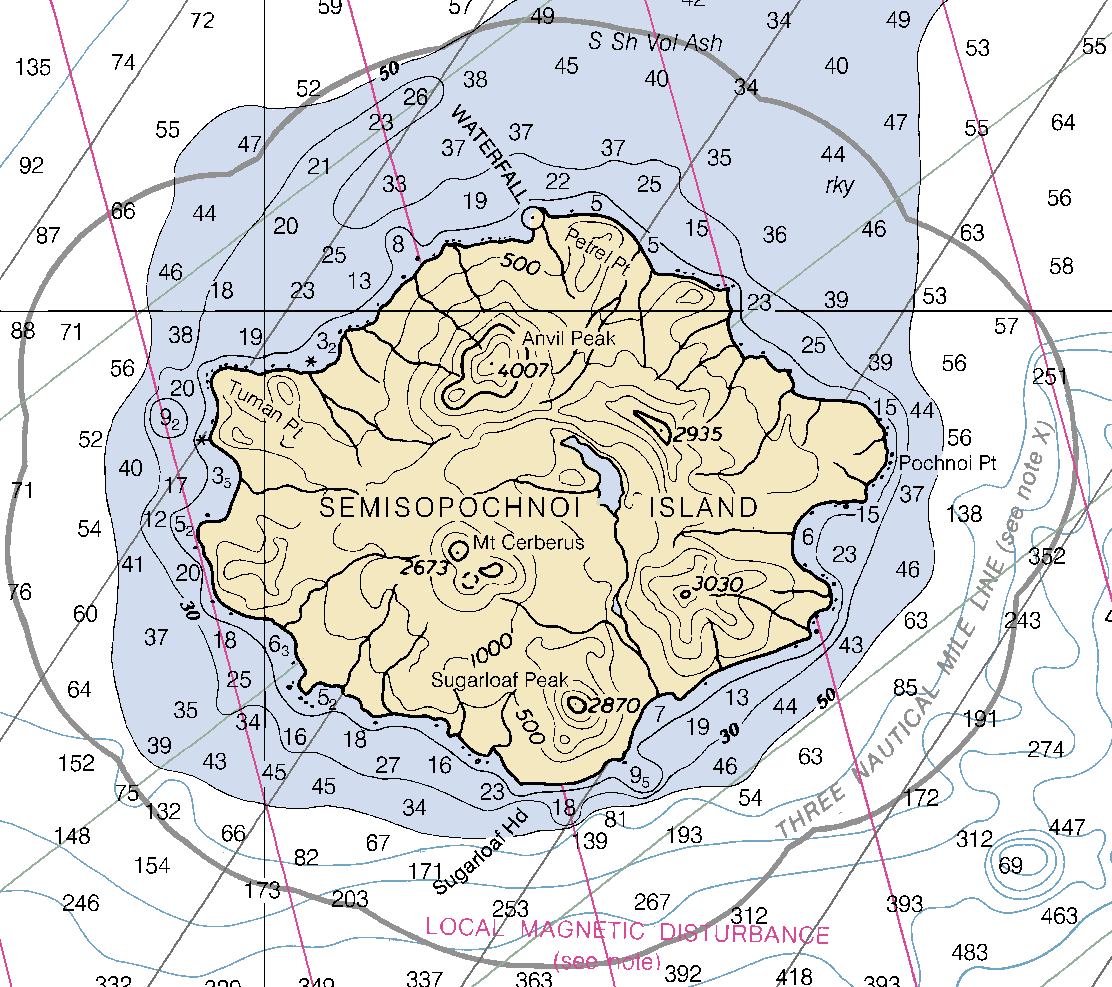
Схема острову Семисопочний